# دافيد فولفسون

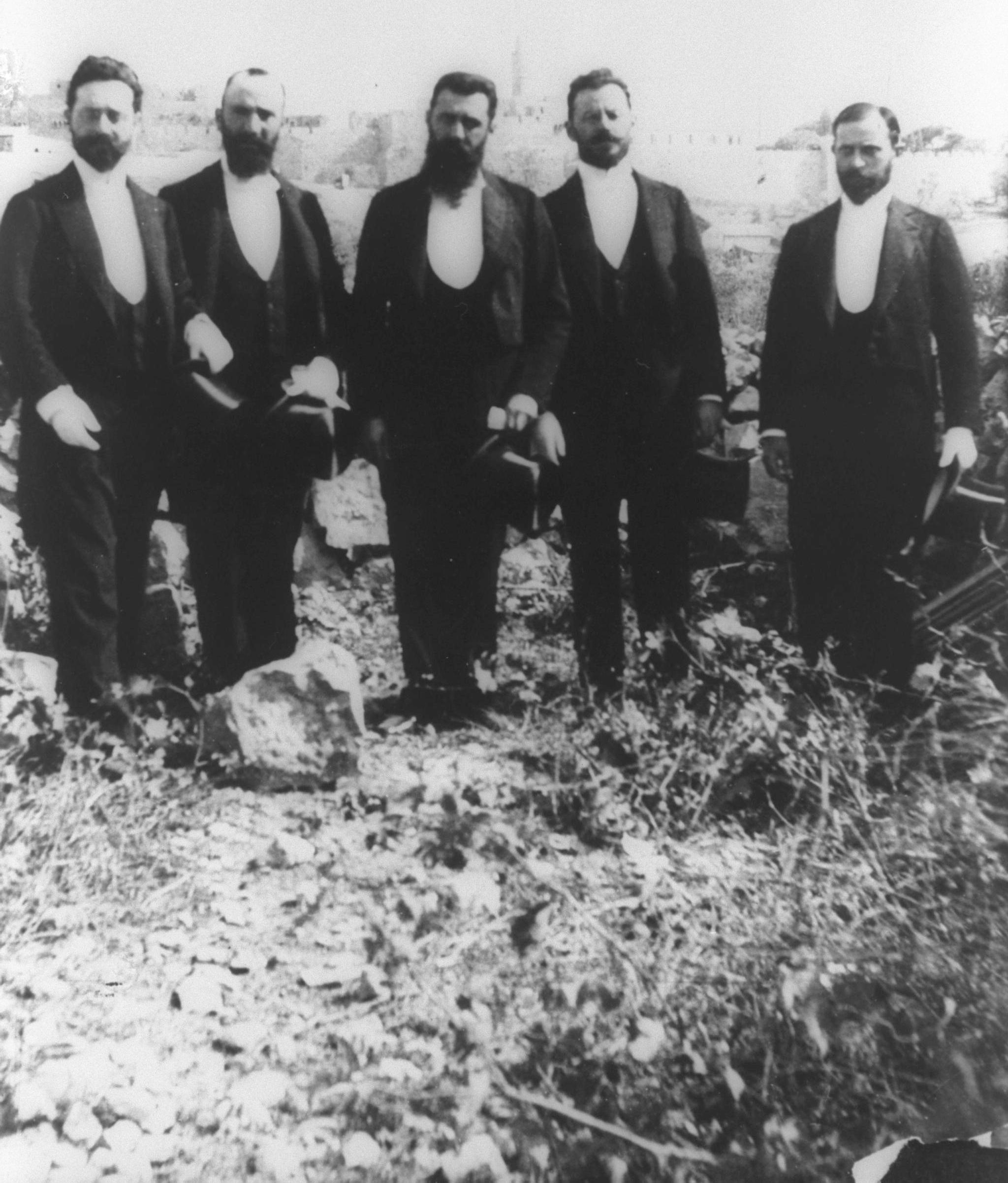
وفد صهيوني إلى القدس، 1898. من اليمين إلى اليسار: جوزف سايدنر، موسى ت. شنيرر، تيودور هرتزل، دافيد فولفسون، ماكس بودنهايمر

دافيد فولفسون ((باليديشية: דוד וואלפסאן)‏؛ (بالعبرية: דוד וולפסון‏)؛ 9 أكتوبر 1856 – 15 سبتمبر 1914 في الإمبراطورية الروسية) كان رجل أعمال ليتواني يهودي، صهيوني بارز وثاني من يترأس المنظمة الصهيونية بعد وفاة تيودور هرتزل في 1904.
ولد فولفسون في بلدة صغيرة تدعى داربناي التابعة للإمبراطورية الروسية (اليوم ليتوانيا) لأبوين متدينين، إسحاق وفيگا.
في بداية القرن 20، رافق فولفسون تيودور هرتزل في رحلاته إلى فلسطين وإسطنبول.
توفي في هومبورغ، ألمانيا.